# KaNgwane
KaNgwane fue un bantustán sudafricano implantado por el gobierno del apartheid. En este territorio se constituyó una administración semiindependiente para los habitantes de la etnia suazi.
Llamado con anterioridad "Territorio Swazi", le fue otorgado autogobierno nominal en 1981. Su capital era Schoemansdal. Fue el menos poblado de los diez bantustanes, con unos 183.000 habitantes según estimaciones.
A diferencia de otras patrias (homelands) de la región sudafricana, KaNgwane no adoptó una bandera distintiva.